# 마후

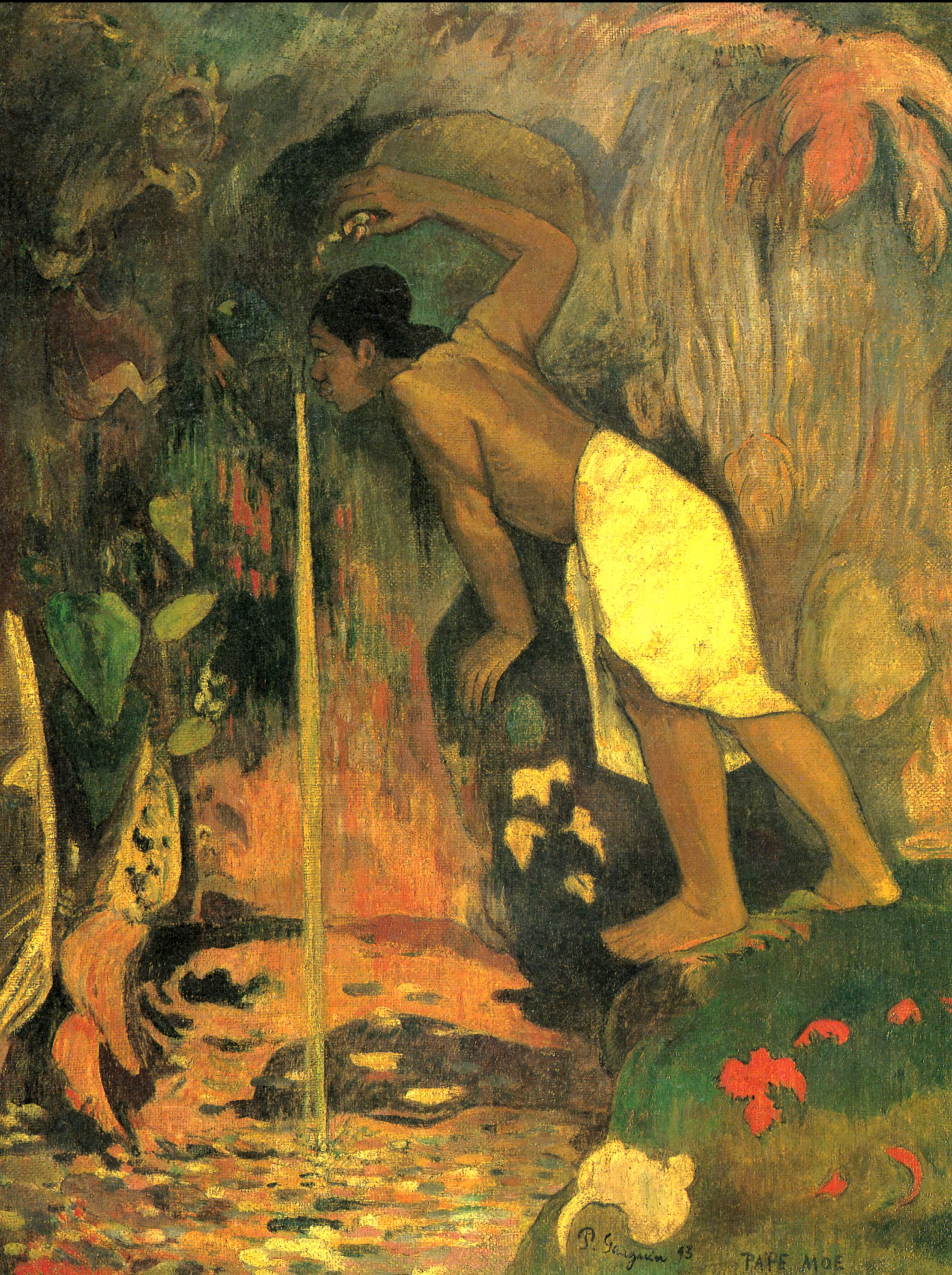

하와이 문화의 마후(Māhū, 하와이어로 '중간') 및 타히티 문화의 마오히는 해당 문화권에서 전통적인 영적 및 사회적 성역할을 가진 제3의 성으로, 통가의 파칼레이티와 사모아의 파파피네와 유사한 개념이다. 이와 구분하여, 남자와 성적인 관계를 가지는 카네(Kāne, 남자)를 아이카네(Aikāne)라고 부른다.
현대의 마후인 훌라 무용수 카우아이 이키(Kaua'i Iki)는 다음과 같이 설명한다.
마후들은 훌라 춤과 노래를 주로 가르치는 스승으로써 특별히 존경받았습니다. [서구 문화와] 접촉 이전에 마후는 여성이 들어갈 수 없는 사원에서 열리는 훌라 공연에서 여신 역할을 맡았습니다. 마후들은 문화적인 전통의 수호자로써 존중되기도 하였습니다. 전통적으로 부모들은 마후에게 자식의 이름을 지어 줄 것을 부탁했습니다.— 카우아이 이키, in 앤드루 매츠너, 'Transgender, queens, mahu, whatever': An Oral History from Hawai'i, Intersections: Gender, History and Culture in the Asian Context 6권 (2001년 8월)

## 역사
식민화되기 이전의 하와이 역사에서 마후는 주목할 만한 사제와 치유자였지만 이러한 역사는 대부분 선교사들의 개입으로 제거되었다. 최초로 출반된 마후에 대한 설명은 HMS 바운티 호의 함장이었던 윌리엄 블라이 제독이 쓴 바운티 호의 항해 일지에서 등장한다. 바운티 호가 타히티에 정박했을 때, 그는 "마후라고 불리는 오타헤이티에서 매우 흔한 종류의 사람들"에게 초대받았다. 그에 따르면, "그는 내가 보기에는 확실히 남자였지만, 대단히 여성적인 특징을 가지고 있었다."
이러한 역사를 증언하는 현존하는 기념물로는 와이키키 해변에 있는 '카파에마후의 마법사의 돌'들이 있다. 이 돌들은 타히티에서 하와이로 의술을 처음 가져온 네 명의 마후를 기린다.  하와이 역사학자 메리 카웨나 푸쿠는 이 돌들을 파에 마후(pae māhū), 즉 말 그대로 한 줄의 마후라고 부른다.  마후라는 용어는 푸쿠이와 에버트의 하와이어 사전에 "명사. 성별에 무관한 동성애; 자웅동체."라고 잘못 정의되어 있다. 마후가 동성애자라는 단정은 사회적 성과 성적 지향을 동일시한 당시의 보편적 관념을 반영한다. 마후가 생물학적 모자이크(염색체 모자이크)라는 발상은 자웅동체라는 용어에 대한 오해 때문인 것으로 보인다. 초기 문헌에서 백인 성과학자와 인류학자들은 자웅동체라는 말을 "남녀의 특징을 모두 가지고 있는 사람"이라는 뜻으로, 생물학적 중간 혹은 간성이 아니더라도 사회적 및 행동적 특성을 포함하는 의미로 사용하였다. 이는 동성애자, 양성애자 및 사회적 성에 부합하지 않는 사람들이 의학 서적에서 "자웅동체"로 잘못 명명되는 결과를 초래하였다.
1891년에 처음 타히티에 도착했을 때, 화가 폴 고갱은 그가 입은 당시로서는 화려한 옷 때문에 현지인들에 의해 마후로 간주되었다. 그의 1893년작 파파 모에 (미지의 물)은 작은 폭포에서 물을 마시는 마후를 묘사한다.

## 현대 문화에서
1980년대에는 마후 및 태평양 섬들의 퀴어들이 다양한 분야에서 국제적으로 인정받기 시작하면서 사모아 및 다른 태평양 문화들의 마후와 파파피네들이 조직을 결성하기 시작하였다.
2003년에는 하와이의 퀴어 공동체에서 마후와히네(mahuwahine)라는 용어가 창안되었다. 이는 마후(māhū, 가운데)와 와히네(wahine, 여성)의 합성어로, 사모아어의 파(fa'a, 가운데의)+파피네(fafine, 여성/부인)와 비슷한 구조이다. 마후와히네라는 용어는 하와이 문화의 르네상스와 동시에 일어나고 있는 트랜스젠더 정체성을 연상시킨다.
현대의 주목할 만한 마후, 혹은 마후와히네로는 활동가이자 훌라 무용수인 히날레이모아나 콰이 콩 웡-칼루, 훌라 무용수 카우마카이와 카나카올레, 훌라 무용수 카우아이 이키 등이 있다. 보다 넓은 마후 LGBT 공동체의 일원으로는 역사가 노에노에 실바, 활동가 쿠우-메알로하 고메스, 가수이자 화가인 보비 홀컴, 가수 케알리 레이첼 등이 있다.

## 같이 보기
- 제3의 성